# پل نش
پل نش (انگلیسی: Paul Nash; ۱۱ مهٔ ۱۸۸۹ – ۱۱ ژوئیهٔ ۱۹۴۶) نقاش جنگ و تصویرگر سوررئالیست اهل بریتانیا بود. او از برجسته‌ترین نقاشان جنگ نیمهٔ نخست قرن بیستم به‌شمار می‌رود.